# Romorantin-Lanthenay
Romorantin-Lanthenay és un municipi francès, situat al departament de Loir i Cher i a la regió de Centre - Vall del Loira.